# Darren Van Impe
Darren Cyril Van Impe (* 18. Mai 1973 in Saskatoon, Saskatchewan) ist ein ehemaliger kanadischer Eishockeyspieler, der im Verlauf seiner aktiven Karriere zwischen 1989 und 2008 unter anderem 444 Spiele für die Mighty Ducks of Anaheim, Boston Bruins, New York Rangers, Florida Panthers, New York Islanders und Columbus Blue Jackets in der National Hockey League (NHL) auf der Position des Verteidigers bestritten hat. Zudem absolvierte Van Impe 268 Partien für die Hamburg Freezers und DEG Metro Stars in der Deutschen Eishockey Liga (DEL).

## Karriere
Van Impe spielte als Jugendlicher zunächst drei Jahre für die Prince Albert Raiders in der Western Hockey League (WHL), einer der besten Nachwuchsligen in Nordamerika. Zur Saison 1992/93 wechselte er innerhalb der Liga zu den Red Deer Rebels, wo er weitere zwei Jahre Junioreneishockey spielte. Im NHL Entry Draft 1993 wurde er von den New York Islanders aus der National Hockey League (NHL) in der siebten Runde an 170. Stelle ausgewählt. Seinen ersten Einsatz für ein NHL-Team erhielt er aber bei den Mighty Ducks of Anaheim in der Saison 1994/95, die ihn im Tausch für ein Achtrunden-Wahlrecht im NHL Entry Draft 1995 erworben hatten. Dort spielte der links schießende Verteidiger bis 1998, ehe er über die Waiver-Liste zu den Boston Bruins gelangte. Dort  schaffte er auf Anhieb der Durchbruch zum Stammspieler und feierte in der Spielzeit 1998/99 seinen bis dahin größten Erfolg mit dem Erreichen der zweiten Playoff-Runde. 
In der Saison 2001/02 wechselte Van Impe häufig das Team. Zunächst gelangte er über den Waiver zu den New York Rangers und anschließend den Florida Panthers, ehe ihn diese im Tausch für ein Fünftrunden-Wahlrecht im NHL Entry Draft 2003 zurück nach New York, jedoch zu den New York Islanders transferierten. Nach Ende der Spielzeit fand der Abwehrspieler zunächst kein neues Team und erhielt erst im Januar 2003 einen Probevertrag bei den Syracuse Crunch aus der American Hockey League (AHL). Deren NHL-Kooperationspartner Columbus Blue Jackets stattete den Free Agent kurze Zeit später mit einem Vertrag für den Rest der Saison 2002/03 aus.
Zur Saison 2003/04 entschied der Defensivspieler sich zu einem Wechsel in die Deutsche Eishockey Liga (DEL) zu den Hamburg Freezers. Dort erreichte er auf Anhieb das Halbfinale mit dem Team, im Jahr darauf schied die Freezers im Viertelfinale aus. Van Impe gehörte in beiden Jahren zu den Leistungsträgern und wurde im Jahr 2005 zum DEL All-Star Game eingeladen. Von 2006 bis 2008 spielte er noch zwei Jahre für die DEG Metro Stars, mit denen er zweimal das Halbfinale erreichte. Nach der Spielzeit 2007/08 gab der 35-Jährige das Ende seiner aktiven Karriere bekannt.

### International
Seinen einzigen internationalen Auftritt mit der kanadischen Nationalmannschaft hatte Van Impe im Rahmen des Deutschland Cup 2005.

## Erfolge und Auszeichnungen
- 1993 WHL East First All-Star Team
- 1994 WHL East First All-Star Team
- 2005 Teilnahme am DEL All-Star Game

## Karrierestatistik
(Legende zur Spielerstatistik: Sp oder GP = absolvierte Spiele; T oder G = erzielte Tore; V oder A = erzielte Assists; Pkt oder Pts = erzielte Scorerpunkte; SM oder PIM = erhaltene Strafminuten; +/− = Plus/Minus-Bilanz; PP = erzielte Überzahltore; SH = erzielte Unterzahltore; GW = erzielte Siegtore; 1 Play-downs/Relegation; Kursiv: Statistik nicht vollständig)